# ده كهنة ظفري (كوهمرة خامي)
ده کهنة ظفري (بالفارسية: ده کهنه ظفری) هي قرية تقع في إيران في قسم كوهمرة خامي الريفي. يقدر عدد سكانها بـ 52 نسمة بحسب إحصاء 2016.